# José Manuel Jiménez Sancho
José Manuel Jiménez Sancho, també conegut com a Chema (Pamplona, 9 de juny de 1976), és un exfutbolista navarrès, que ocupa la posició de migcampista.

## Trajectòria
Després de passar pel CD Tudelano i per l'Atlético de Madrid B, el 1997 fitxa pel Reial Valladolid. El navarrès romandria deu temporades amb els val·lisoletans, tant en Primera com en Segona. Va jugar 235 partits i va marcar 9 gols amb el Valladolid, essent un dels jugadors més representatius de l'equip en la primera dècada del 2000.
El 2007, després d'aconseguir l'ascens a primera divisió, Chema va deixar el Valladolid per marxar a la Cultural Leonesa.